# Horky nad Jizerou (zámek)
Horky nad Jizerou je zámek situovaný na vyvýšeném místě při východním okraji stejnojmenné obce na pravém břehu Jizery. Budovu dnes využívá Střední odborná škola a Střední odborné učiliště Horky nad Jizerou.
Stavba je patrová dvoukřídlá s mohutnou věží na čtvercovém půdorysu v průčelí vystupující z dvoukřídlého půdorysu. V roce 1762 v zámku vybudována zámecká kaple Narození Panny Marie.
Budova stojí na místě tvrze Brodce (jméno nese městys Brodce, současný zámek převzal jméno novější vesnice, která vznikla pod tvrzí/zámkem) ze 14. století. V 16. století byla původní tvrz přestavěna na renesanční zámek. V roce 1620 došlo ke konfiskaci panství Václavu Kaplíři ze Sulevic a roku 1623 jej koupil Mikuláš Hartmann z Klarštejna. V první polovině 18. století došlo k barokní přestavbě (zřejmě v souvislosti se stavbou farního kostela sv. Mikuláše). Po vymření Hartmannů zdědili zámek Desfoursové, poté ho koupil Kristián Filip Clam-Gallas. V roce 1838 přešel zámek sňatkem Karolíny Clam-Gallasové s Janem Václavem Nostitz-Rieneckem na rod Nosticů. Z této rodiny zde často pobýval poslední majitel Josef z Nostic-Rienecku (1878–1946), po vzniku Československa přešel majetek v rámci pozemkové reformy do rukou státu. Roku 1933 jej koupil Josef Hegr z pražské exportní firmy, po válce byl zámek konfiskován a v roce 1950 v něm ministerstvo zemědělství zřídilo Ústřední politickou školu pro výchovu kádrů agronomů a zootechniků.
Ústřední politická škola pro výchovu kádrů agronomů a zootechniků v Horkách nad Jizerou. Jednotný svaz českých zemědělců proměnil pyšný zámek hrabat Nosticů v Horkách nad Jizerou v Ústřední politickou školu. Budoucí agronomové, zootechnici, mládež i starší tatíci se zde sešli, aby se naučili dialekticky myslet, dialektickou metodou řešit problémy zdánlivě neřešitelné, problémy ryze odborné. Na největších přírodovědcích světa, na přetvořitelích přírody, sovětských občanech Mičurinovi a Lysenkovi, učí se podřizovat si všechny zdroje přírody, všechny její možnosti, učí se nadvládě nad přírodou.
ČTK, 29.11.1950